# Wolfgang Kehm
Wolfgang Kehm (* 1940) ist ein deutscher Beamter.
Kehm begann seine Laufbahn als persönlicher Referent der SPD-Familienministerinnen Katharina Focke und Antje Huber, Anfang der 80er-Jahre wechselte er in reguläre Verwaltungsstellen. Von 2000 bis zu seiner Pensionierung im Jahre 2002 war er als Nachfolger von Adolf Krep Präsident des Bundesamtes für den Zivildienst, des heutigen Bundesamts für Familie und zivilgesellschaftliche Aufgaben.
| Personendaten    | Personendaten                                                                |
| ---------------- | ---------------------------------------------------------------------------- |
| NAME             | Kehm, Wolfgang                                                               |
| KURZBESCHREIBUNG | deutscher Beamter; Präsident des Bundesamtes für den Zivildienst (2000–2002) |
| GEBURTSDATUM     | 1940                                                                         |